# Pterolophia quadrilineatus
Pterolophia quadrilineatus là một loài bọ cánh cứng trong họ Cerambycidae.